# 十蕊大参
十蕊大参（学名：Macropanax decandrus）为五加科大参属的植物，是中国的特有植物。分布在中国大陆的广东等地，多生长在山谷密林以及山坡疏林中，目前尚未由人工引种栽培。